# Rifugio Forcella Pordoi
Das Rifugio Forcella Pordoi ist eine private Schutzhütte in der Sellagruppe der Dolomiten in der Region Trentino-Südtirol. Sie ist eine der höchstgelegenen Hütten in den Dolomiten.

## Lage und Umgebung
Das Rifugio Forcella Pordoi steht im Gemeindegebiet von Canazei in der Provinz Trient in der Sellagruppe. Es liegt auf 2848 m s.l.m. in der Pordoischarte (italienisch Forcella Pordoi) etwa 100 Höhenmeter unterhalb der Bergstation der Pordoi-Seilbahn auf dem Sass Pordoi. An der Hütte führt der Dolomiten-Höhenweg Nr. 2 vorbei.

## Zugänge
- Von der Bergstation der Pordoi-Seilbahn (2950 m) ⊙ auf Weg 627A in 15 Minuten
- Vom Pordoijoch (2239 m) ⊙ auf Weg 627 in 1½ Stunden
- Von Pian Schiavaneis (1850 m) ⊙ auf Weg 647 und Vallon del Fos in 2 Stunden

## Nachbarhütten und Übergänge
- Rifugio Capanna Piz Fassa (3152 m) ⊙ auf Weg 627, 638 in 1½ Stunden
- Rifugio Boè (2873 m) ⊙ auf Weg 627 in 45 Minuten
- Franz-Kostner-Hütte (2536 m) ⊙ auf Weg 627, 638 in 3 Stunden
- Pisciadùhütte (2585 m) ⊙ auf Weg 627, 647A, 649, 676 in 2½ Stunden